# Championnats de France de natation en petit bassin 2010
Navigation
Chartres 2009 Angers 2011
Les Championnats de France de natation 2010 en petit bassin, la 7e édition, se sont tenus du 3 au 5 décembre 2010 à Chartres.
Pour la 2e année consécutive, le complexe aquatique L'Odyssée a été le cadre des 36 épreuves de ces championnats.

## Podiums

### Hommes
| Discipline | Médaille d'or                                                                | Performance          | Médaille d'argent                          | Performance   | Médaille de bronze                         | Performance   |
| Nage libre |                                                                              |                      |                                            |               |                                            |               |
| 50 m       | Frédérick Bousquet CN Marseille                                              | 20 s 89              | Fabien Gilot CN Marseille                  | 21 s 35       | Amaury Leveaux Lagardère Paris Racing      | 21 s 65       |
| 100 m      | Fabien Gilot CN Marseille                                                    | 46 s 48              | Yannick Agnel Olympic Nice Natation        | 47 s 05       | Amaury Leveaux Lagardère Paris Racing      | 47 s 37       |
| 200 m      | Yannick Agnel Olympic Nice Natation                                          | 1 min 41 s 96 RF, RC | Grégory Mallet CN Marseille                | 1 min 44 s 39 | Amaury Leveaux Lagardère Paris Racing      | 1 min 45 s 36 |
| 400 m      | Yannick Agnel Olympic Nice Natation                                          | 3 min 39 s 91 RF, RC | Antton Haramboure Dauphins du TOEC         | 3 min 46 s 03 | Sébastien Rouault Mulhouse ON              | 3 min 46 s 61 |
| 800 m      | Sébastien Rouault Mulhouse ON                                                | 7 min 39 s 96 RF, RC | Xavier Leprêtre Stade Béthune Pélican Club | 7 min 52 s 78 | Damien Joly CN Antibes                     | 7 min 55 s 05 |
| 1 500 m    | Sébastien Rouault Mulhouse ON                                                | 14 min 53 s 58       | Damien Joly CN Antibes                     | 15 min 2 s 08 | Xavier Leprêtre Stade Béthune Pélican Club | 15 min 5 s 61 |
| Papillon   |                                                                              |                      |                                            |               |                                            |               |
| 50 m       | Frédérick Bousquet CN Marseille                                              | 22 s 85              | Amaury Leveaux Lagardère Paris Racing      | 22 s 94       | Florent Manaudou Ambérieu Natation         | 23 s 24       |
| 100 m      | Fabien Gilot CN Marseille                                                    | 51 s 62              | Romain Sassot Lyon Natation                | 52 s 27       | Mehdy Metella Dauphins du TOEC             | 52 s 37       |
| 200 m      | Thomas Vilaceca Montauban Natation                                           | 1 min 55 s 45        | Cyril Marchant CN Cannes                   | 1 min 55 s 63 | Jordan Coelho Étampes Natation             | 1 min 56 s 46 |
| Dos        |                                                                              |                      |                                            |               |                                            |               |
| 50 m       | Camille Lacourt CN Marseille                                                 | 23 s 64              | Benjamin Stasiulis Lagardère Paris Racing  | 23 s 72       | Jérémy Stravius Amiens Métropole Natation  | 23 s 91       |
| 100 m      | Benjamin Stasiulis Lagardère Paris Racing                                    | 50 s 79 RC           | Camille Lacourt CN Marseille               | 50 s 98       | Jérémy Stravius Amiens Métropole Natation  | 51 s 52       |
| 200 m      | Benjamin Stasiulis Lagardère Paris Racing                                    | 1 min 52 s 45        | Jérémy Stravius Amiens Métropole Natation  | 1 min 54 s 58 | Camille Lacourt CN Marseille               | 1 min 54 s 71 |
| Brasse     |                                                                              |                      |                                            |               |                                            |               |
| 50 m       | Giacomo Perez-Dortona CN Marseille                                           | 27 s 10              | Florent Manaudou Ambérieu Natation         | 27 s 19       | Hugues Duboscq CN Le Havre                 | 27 s 76       |
| 100 m      | Giacomo Perez-Dortona CN Marseille                                           | 58 s 95              | Hugues Duboscq CN Le Havre                 | 58 s 99       | Maxime Bussière CN Marseille               | 1 min 0 s 37  |
| 200 m      | Hugues Duboscq CN Le Havre                                                   | 2 min 08 s 33        | William Debourges CN Cannes                | 2 min 8 s 89  | Giacomo Perez-Dortona CN Marseille         | 2 min 8 s 96  |
| 4 nages    |                                                                              |                      |                                            |               |                                            |               |
| 100 m      | Florent Manaudou Ambérieu Natation Jérémy Stravius Amiens Métropole Natation | 53 s 52              |                                            |               | Romain Landry Dauphins du TOEC             | 54 s 97       |
| 200 m      | Jérémy Stravius Amiens Métropole Natation                                    | 1 min 57 s 40 RC     | Christophe Soulier Montpellier ANUC        | 2 min 0 s 17  | Romain Landry Dauphins du TOEC             | 2 min 0 s 32  |
| 400 m      | Sébastien Rouault Mulhouse ON                                                | 4 min 12 s 20        | Arnaud Rondan NC Nîmes                     | 4 min 13 s 69 | Thibault Bayrac Mulhouse ON                | 4 min 15 s 26 |

### Femmes
| Discipline | Médaille d'or                             | Performance       | Médaille d'argent                             | Performance    | Médaille de bronze                            | Performance    |
| Nage libre |                                           |                   |                                               |                |                                               |                |
| 50 m       | Camille Muffat Olympic Nice Natation      | 24 s 65 RC        | Mélanie Henique Amiens Métropole Natation     | 24 s 95        | Anna Santamans Olympic Nice Natation          | 25 s 03        |
| 100 m      | Camille Muffat Olympic Nice Natation      | 52 s 74 RF, RC    | Charlotte Bonnet Olympic Nice Natation        | 54 s 46        | Aurore Mongel ASPTT Strasbourg                | 54 s 57        |
| 200 m      | Camille Muffat Olympic Nice Natation      | 1 min 53 s 20     | Coralie Balmy Dauphins du TOEC                | 1 min 56 s 62  | Charlotte Bonnet Olympic Nice Natation        | 1 min 56 s 93  |
| 400 m      | Camille Muffat Olympic Nice Natation      | 3 min 59 s 15     | Coralie Balmy Dauphins du TOEC                | 4 min 2 s 01   | Charlotte Bonnet Olympic Nice Natation        | 4 min 11 s 61  |
| 800 m      | Coralie Balmy Dauphins du TOEC            | 8 min 18 s 90     | Lara Grangeon CN Calédoniens                  | 8 min 30 s 22  | Coralie Codevelle ES Nanterre                 | 8 min 34 s 67  |
| 1 500 m    | Aurélie Muller CN Sarreguemines           | 16 min 17 s 90 RC | Coralie Codevelle ES Nanterre                 | 16 min 24 s 30 | Célia Barrot ASPTT Limoges                    | 16 min 33 s 27 |
| Papillon   |                                           |                   |                                               |                |                                               |                |
| 50 m       | Mélanie Henique Amiens Métropole Natation | 25 s 73           | Diane Bui Duyet AAS Sarcelles Natation        | 26 s 31        | Aurore Mongel ASPTT Strasbourg                | 26 s 62        |
| 100 m      | Diane Bui Duyet AAS Sarcelles Natation    | 57 s 61           | Magali Rousseau Olympic Nice Natation         | 58 s 27        | Mélanie Henique Amiens Métropole Natation     | 58 s 32        |
| 200 m      | Lara Grangeon CN Calédoniens              | 2 min 7 s 64      | Aurore Mongel ASPTT Strasbourg                | 2 min 8 s 49   | Magali Rousseau Olympic Nice Natation         | 2 min 8 s 89   |
| Dos        |                                           |                   |                                               |                |                                               |                |
| 50 m       | Diane Bui Duyet AAS Sarcelles Natation    | 27 s 60           | Cloé Crédeville ES Nanterre                   | 27 s 75        | Alexianne Castel Dauphins du TOEC             | 27 s 86        |
| 100 m      | Alexianne Castel Dauphins du TOEC         | 58 s 94           | Cloé Crédeville ES Nanterre                   | 59 s 33        | Alexandra Putra Olympic Nice Natation         | 1 min 0 s 16   |
| 200 m      | Alexianne Castel Dauphins du TOEC         | 2 min 3 s 01 RC   | Alexandra Putra Olympic Nice Natation         | 2 min 6 s 90   | Cloé Crédeville ES Nanterre                   | 2 min 7 s 14   |
| Brasse     |                                           |                   |                                               |                |                                               |                |
| 50 m       | Sophie de Ronchi ES Massy Natation        | 31 s 12 RC        | Fanny Babou CNS Saint-Estève                  | 31 s 79        | Coralie Dobral ES Massy Natation              | 31 s 89        |
| 100 m      | Sophie de Ronchi ES Massy Natation        | 1 min 6 s 20      | Fanny Babou CNS Saint-Estève                  | 1 min 7 s 40   | Coralie Dobral ES Massy Natation              | 1 min 8 s 22   |
| 200 m      | Sophie de Ronchi ES Massy Natation        | 2 min 24 s 20     | Coralie Dobral ES Massy Natation              | 2 min 24 s 55  | Fanny Babou CNS Saint-Estève                  | 2 min 27 s 25  |
| 4 nages    |                                           |                   |                                               |                |                                               |                |
| 100 m      | Lara Grangeon CN Calédoniens              | 1 min 1 s 57      | Ophélie-Cyrielle Étienne Dauphins du TOEC     | 1 min 2 s 16   | Marine Bacchetta ES Massy Natation            | 1 min 3 s 41   |
| 200 m      | Sophie de Ronchi ES Massy Natation        | 2 min 10 s 94     | Roxane Desfontaines Nat'Yon La Roche Agglo 85 | 2 min 15 s 19  | Coralie Dobral ES Massy Natation              | 2 min 16 s 11  |
| 400 m      | Lara Grangeon CN Calédoniens              | 4 min 37 s 56     | Pauline Menendez CN Chalon-sur-Saône          | 4 min 46 s 24  | Roxane Desfontaines Nat'Yon La Roche Agglo 85 | 4 min 46 s 59  |

## Classement du Trophée Élite (clubs)
1. Dauphins du TOEC 1816 pts
2. CN Marseille 1053 pts
3. Olympic Nice Natation 977 pts
4. CN Antibes 967 pts
5. ES Massy Natation 900 pts
6. ES Nanterre 779 pts
7. Mulhouse ON 660 pts
8. Lyon Natation 622 pts